# Dorian Bertrand
Dorian Bertrand, né le 21 mai 1993 à Saint-Denis (La Réunion), est un footballeur international malgache, évoluant au poste d'ailier au Saint-Denis FC.

## Biographie

### Carrière en club
Né sur l'île de La Reunion, formé au Saint-Denis FC, Bertrand s'est installé en France métropolitaine en 2011 et passe l'essentiel de son début de carrière au SO Cholet. Après avoir été nommé joueur de la saison du Championnat National en 2018, Bertrand est transféré à Angers SCO.

#### FC Argeș Pitești (depuis 2022)
Rétrogradé en National, avec l'AS Nancy-Lorraine il quitte ce club et signe, le 1er juillet 2022, avec le FC Argeș Pitești.
Il joue son premier match lors d'une victoire 2-0 contre UTA Arad le 16 juillet 2022 et inscrit un doublé.

#### Retour au Saint-Denis FC (depuis 2024)
Après plusieurs mois sans jouer en Roumanie, Dorian se résout à revenir sur son île, et après des mois de négociations, il signe en mais 2024 dans le club qu'il a vu éclore le Saint-Denis FC. Cependant, il doit attendre juillet pour dispute son premier match officiel. Ce sera le 22 juillet 2024 en coupe de la Réunion face à la JS Gauloise et inscrit même son premier but pour se retour à la Réunion.

### Carrière internationale
Grâce à ses origines malgache il acquiert la nationalité et fait ses débuts pour l'équipe nationale de Madagascar lors d'une défaite 2-0 en éliminatoires de la Coupe du monde 2022 contre le Bénin le 11 novembre 2021,.

## Palmarès

### Club

#### SO Cholet
- Champion de CFA 2 - groupe B en 2015

### Distinctions individuelles
- Élu meilleur joueur de National en 2018